# Mournful Monuments 1998-2002
Mournful Monuments 1998-2002 er et opsamlingsalbum af det danske black funeral doom metal-band Nortt, som blev udgivet af Possession Productions i 2003 i et oplag på 500 eksemplarer.

## Spor
1. "Graven" (Intro) – 01:43
2. "Gravfred" – 09:52
3. "Sorgesalmen" – 09:48
4. "Sidste Vers" – 10:33
5. "De Dodes Kor" – 07:14
6. "Graven" (Outro) – 01:52
7. "Glemt" – 07:37
8. "Dod og Borte" – 05:54
9. "Evig Hvile" – 09:22
10. "Dystert Sind" (Outro) – 03:19

## Fodnoter
1. ↑  ""Mournful Monuments 1998-2002" MC". Arkiveret fra originalen (html) 4. februar 2009. Hentet 2009-08-26.